# Carl-Johan Wilson
Carl-Johan Samuel Wilson, född 7 maj 1934 i Jönköpings Kristina församling, Jönköpings län, död 25 januari 2024, var en svensk förlagsredaktör och politiker (folkpartist). 

## Biografi
Carl-Johan Wilson, som var son till framlidne soldathemsföreståndaren Carl Wilson och hans maka Mimmie, tog folkskollärarexamen 1957 och var därefter skolkantor i Adelöv 1958–1964 och skolkantor, adjunkt och yrkesvalslärare i Bodafors i perioder 1964–1980. Han var i Bodafors i flera år en medelpunkt för kulturlivet och dokumenterade denna möbelort och dess invånare i uppskattade böcker i fotoreportageform. Åren 1974–1976 och 1978–1981 var han fortbildningsledare och biträdande förbundsrektor för Studieförbundet Vuxenskolan. Från 1980 var han verksam i en familjeägd informationsbyrå med bokförlag. Åren 1999–2003 var han redaktör för Kyrkomusikernas Tidning - månadstidning för Kyrkomusikernas Riksförbund.
Han var riksdagsledamot för Jönköpings läns valkrets 1985–1998. I riksdagen var han bland annat ledamot i utbildningsutskottet 1988–1991 och kulturutskottet 1992–1998. Som riksdagsledamot var han engagerad i utbildnings- försvars- och kulturpolitik. Han var också ledamot av Riksdagens Förvaltningsstyrelse och (1991–1994) dess direktion.